# Palazzo Calò
Palazzo Calò fu costruito nel borgo antico di Taranto nel corso del XVIII secolo dalla notissima famiglia Calò. A don Diego Calò, infatti, si deve il merito dell'introduzione dei Riti della Settimana Santa a Taranto a partire dal XVII secolo. Le statue della Madonna Addolorata e del Cristo Morto, infatti, partivano da questo edificio dove erano anche conservate in un'apposita cappella. Nel 1765 le statue furono donate alla Confraternita del Carmine.